# Baba en Mai (Nieuw-Nickerie)
Baba en Mai  is een monument op het Brasaplein in Nieuw-Nickerie, Suriname. De onthulling vond plaats op 4 juni 2017, ter herinnering aan de aankomst van de eerste Indiase contractarbeiders naar Suriname (Hindoestanen) op 5 juni 1873, ook wel Prawas Din genaamd.
Baba en Mai kijken naar de markt van Nieuw-Nickerie. Het monument is ontworpen door Ajay Permaul uit Nickerie en is een initiatief van de Stichting Hindoestaanse Immigratie (SHI). Er staan ook monumenten van Baba en Mai in Paramaribo (1994), in Calcutta (2015), in Nieuw-Amsterdam (2019) en in Groningen (2023).